# Джеймс, Андре
Андре Джеймс (англ. Andre James, 2 мая 1997, Херриман, Юта) — профессиональный футболист, выступающий на позиции центра в клубе НФЛ «Лас-Вегас Рэйдерс». На студенческом уровне играл за команду Калифорнийского университета в Лос-Анджелесе.

## Биография
Андре Джеймс родился 2 мая 1997 года в Херримане в штате Юта, старший из трёх детей в семье. После окончания школы он занимал 15 место в рейтинге лучших тэклов нападения по версии ESPN. Сайт Scout.com включил его в список трёхсот лучших молодых игроков страны.

### Любительская карьера
В 2015 году он поступил в Калифорнийский университет в Лос-Анджелесе. В первый год обучения Джеймс не принимал участие в играх команды. В состав он попал в 2016 году, заменив травмированного Колтона Миллера и сыграв семь матчей на позиции правого тэкла. Третий сезон в «УКЛА Брюинз» он начал стартовым правым тэклом, приняв участие во всех тринадцати матчах турнира.
Перед началом сезона 2018 года Джеймс был переведён на место левого тэкла. Он сыграл в стартовом составе во всех двенадцати матчах команды. Благодаря успешным действиям линейных выросла эффективность выносного нападения, а раннинбек Джошуа Келли набрал 1 243 ярда.

### Профессиональная карьера
На драфте НФЛ 2019 года Джеймс не был выбран ни одним из клубов лиги. В мае он в статусе свободного агента подписал контракт с «Рэйдерс». Сильными сторонами игрока называли его атлетизм и навыки чтения игры. К недостаткам относили нехватку массы и недостаточную скорость работы ног, приводящую к проблемам в игре против скоростных ди-эндов. В клубе перевели Джеймса на позицию центра. В дебютном сезоне он сыграл в стартовом составе команды один матч, заменяя травмированного Родни Хадсона. В регулярном чемпионате 2020 года тренерский штаб «Рэйдерс» задействовал его в составе специальных команд. Весной 2021 года клуб обменял Хадсона, после чего Джеймс подписал новый трёхлетний контракт на общую сумму 12,5 млн долларов.